# Paul Grimm (Künstler)
Paul Leonhard Grimm  (* 29. Juni 1926 in Fussingen; † 5. Juli 2018) war ein deutscher Bildhauer und Maler. Sein Œuvre umfasst an die 800 plastische Werke, wie Feuerplastiken, Reliefs, Altäre, Tabernakel, Statuen und Leuchter. Dazu kommen ca. 150 Mosaiken, 1000 Radierungen, Zeichnungen und Skizzen und etwa 50 Bilder. Der Hauptbereich der Werke liegt dabei auf Feuerplastiken, gentechnischen Tieren und sakralen Auftragsarbeiten.

## Herkunft
Paul Grimm wurde am 29. Juni 1926 als Fünftes von zehn Kindern des Ehepaars Theodor und Maria Grimm, geb. Keller, in Fussingen/Hessen/Deutschland geboren. Er lebte bis zu seinem Tod in Fussingen, im Westerwald, zwischen Limburg a.d. Lahn und Weilburg. Er hat einen 1966 geborenen Sohn. Paul Grimm war der Erfinder der Feuerplastik und Ehrenprofessor der Srinakharinwirot-Universität in Bangkok, Thailand.

## Jugend und Zweiter Weltkrieg
Grimm wuchs mit seinen neun Geschwistern in sehr ärmlichen Verhältnissen auf. Schon als Kind zeigte Grimm großes Interesse an der Kunst. So malte er zum Beispiel auch, während er die elterlichen Kühe hütete. Dies brachte ihm großen Ärger ein, da während er in das Malen vertieft war, eine Kuh davonlief, ohne dass er es bemerkte, und dem Nachbarn die frische Wäsche von der Leine fraß.
Im Alter von 14 Jahren begann Paul Grimm 1940 eine Lehre als Maler und Anstreicher, die er mit 17 Jahren im Jahr 1943 abschloss.
Wohl wissend, dass er nach Ende seiner Ausbildung 1943 als Soldat in die Wehrmacht gezogen werden würde, entschloss er sich, dem Einberufungsbescheid zuvorzukommen, und meldete sich freiwillig zur Luftwaffe, mit dem Ziel Flieger zu werden, um nicht als Infanterist an der Ostfront zu landen. Er hoffte, dass der Krieg zu Ende sei, bis er als Flieger ausgebildet wäre.
Diese Hoffnung erfüllte sich nicht, denn er wurde nach kurzer Grundausbildung als Schütze einer 2cm Flak nach Frankreich kommandiert, wo er in amerikanische Kriegsgefangenschaft kam. Er wurde über England in die USA nach Alabama in ein Kriegsgefangenenlager transportiert und verbrachte die nächsten Jahre mit Holzfällen, Zuckerrohr schlagen, und der Renovierung der Offiziersunterkünfte der Lagerleitung als Anstreicher. Auch während dieser Zeit malte und zeichnete Grimm in seiner Freizeit weiter.

## Werdegang
Nach seiner Entlassung (1946) aus der Gefangenschaft und ohne Perspektive im zerstörten Deutschland, entschloss sich Grimm, trotz eigentlich fehlender finanzieller Mittel, sich seinen Lebenstraum zu erfüllen und Künstler zu werden. So besuchte er von 1947 bis 1949 die Werkkunstschulen in Offenbach am Main und Kassel.
Angespornt durch seine Lehrer, welche bereits damals sein Talent erkannten, und durch seine eigenen Erfolge und Träume, begann er (1949) ein Studium der Malerei an der Kunstakademie Düsseldorf bei Professor Bruno Goller. Bereits während des Studiums erkannte Grimm jedoch seine wahre Bestimmung, die Bildhauerei.
Professor Ewald Mataré, der auf Grimm aufmerksam geworden war, nahm ihn (1951) zum Studium der Bildhauerei an und machte ihn zu einem seiner wenigen Meisterschüler. Andere Kommilitonen von Grimm waren zu jener Zeit Joseph Beuys, Hermann Focke, Günter Haese, Erwin Heerich, Elmar Hillebrand, Kurt Link, Hubert Löneke, Georg Meistermann und Adolf Westergerling.
Bis (1957) als Grimm sein Studium abschloss, hatte er im Auftrag Ewald Matarés zahlreiche Arbeiten ausgeführt und auch persönlich mit eigenen Werken bereits einige Kunstpreise (1951–1956) der Kunstakademie Düsseldorf und der Stadt Düsseldorf (1954) gewonnen. Von 1951 bis 1957 nahm er an den Kunstausstellungen der Stadt Düsseldorf teil. Zeigte sich Grimm in jüngeren Jahren noch durch Ewald Mataré beeinflusst, so entwickelte Grimm im Laufe der Jahre immer mehr seinen eigenen Stil.
Seit 1958 war Paul Grimm als freischaffender Künstler tätig. Seine Feuerplastik konzipierte er erstmals im Jahr 1966. Das Konzept wurde unter dem Begriff Feuer als Gestaltungskunst in Verbindung mit einer künstlerischen Plastik offiziell als Patent unter Nummer 2313 704 1981 angemeldet und patentiert. Durch die Verbindung von Feuer mit Metall, Beton und Stein wollte Grimm zeigen, dass es am Menschen liegt, ob er das Feuer zum Segen oder zum Fluch werden lässt.
Die ersten Jahre bis Mitte der 1960er Jahre waren gekennzeichnet von Aktivitäten in Deutschland in Form von Auftragsarbeiten oder verkauften Werken. 1969 legte Grimm die Prüfung für das Lehramt des höheren Schuldienstes ab. Anfang der 1970er Jahre wurde man im Ausland auf Paul Grimm aufmerksam und es folgten zahlreiche Ausstellungen, Preise und Ehrentitel unter anderem, in England "Paternoster Corner Academy", Frankreich "Grand Prix d'Arts Plastiques Contemporain International", Italien "Accademia di Lettre" und den USA "Congress of Arts and Communication".
Von 1981 bis 1982 war er als Lehrbeauftragter des Goethe-Instituts an der Königlich-Thailändische Srinakharinvirot Universität in Bangkok tätig. Als Gastprofessor entwickelte Grimm bis 1982 dort seine Lebendige Plastik als Verbindung von Plastik und Tanz. In Bangkok schrieb Grimm 1986 auch sein Lehrbuch „Das Wesen der Plastik“. und 1989 kehrte er nochmals als Professor nach Bangkok, an die Königlich-Thailändische Srinakharinvirot Universität zurück.
Mit Beginn der 1990er Jahre konzentrierte sich Grimm wieder mehr auf sein Heimatland. Er entwickelte seine "Kunst im Straßenverkehr", bestehend aus einem Anhänger mit einer 3 Meter hohen Feuersäule, welche während der Fahrt entzündet werden kann, und befuhr in bis heute einmaligen Aktionen fast alle größeren deutschen Städte. Seine Aktion vor dem Reichstag (2002) erregte dabei allgemeines Aufsehen in Berlin.
Ab dem Jahr 2000 veranstaltete die griechische Regierung einen internationalen Wettbewerb zur Errichtung eines Denkmals an den Koloss von Rhodos. Aufgrund der sich bereits damals abzeichnenden Finanzprobleme Griechenlands wurde das Projekt, nach den Vorgesprächen mit Grimm, 2002 abgebrochen.
Im September 2011 entdeckte Juraprofessor Thomas Hoeren im Juridicum, dem Gebäude der juristischen Fakultät an der Westfälischen Wilhelms-Universität Münster, im Zuge von Umbauarbeiten, ein verdecktes Wandbild Grimms hinter einer Spindreihe. Dabei handelt es sich um ein Kunstwerk aus dem Jahre 1958, eines der ersten freien Werke Grimms.
Paul Grimm stürzte in den Jahren 2013 und 2015, dabei wurden beide Hüften so schwer verletzt, dass sie durch künstliche ersetzt werden mussten.
Am 5. Juli 2018 verstarb er im Alter von 92 Jahren.

## Werke
Zu den Werken von Paul Grimm gehören zahlreiche Ausgestaltungen von Sakralbauten. Seine Werke von ihm befinden sich unter anderem in den Kirchen: Nikolai-Kirche in Höxter, Heilige Familie und St. Elisabeth in Düsseldorf, St. Johannes in Lahr, Mariä Geburt in Winkels, Oberzeuzheim, Meudt, St. Leonhard in Fussingen, St. Laurentius in Hausen (Gemeinde Waldbrunn (Westerwald)), Löhnberg, Ransbach, Offheim, St. Kilian in Seck, Waldmühlen, Waldernbach (Gemeinde Mengerskirchen), Diez, Eschborn und St. Johannes Nepomuk in Linter.
Städte wie Düsseldorf, München, Frankfurt a. Main sowie Bundesländer wie Hessen, Rheinland-Pfalz und Nordrhein-Westfalen kauften Arbeiten von Grimm an. Schulen und Gemeinden vergaben Auftragsarbeiten an Grimm. So schuf er für das Konrad-Adenauer Gymnasium in Westerburg ein lebensgroßes Schachspiel für den Schulhof aus 32 Plastiken.

## Ausstellungen
- 1951 Kunstausstellung in Düsseldorf
- 1952 Kunstausstellung in Düsseldorf
- 1953 Kunstausstellung in Düsseldorf
- 1954 Kunstausstellung in Düsseldorf
- 1955 Kunstausstellung in Düsseldorf
- 1956 Kunstausstellung in Düsseldorf
- 1957 Kunstausstellung in Düsseldorf
- 1960 Eucharistischer Weltkongress in München
- 1972 Ausstellung Contemporary Artists & Masters in Paternoster Corner Academy, London
- 1972 Ausstellung Bertrand Russell Centenary International Art Exhibition, London
- 1974 Grand Prix d'Arts Plastiques Contemporain International, Lyon
- 1975 Congress of Arts and Communication Who's Who, Feuerplastik in New York
- 1979 Ausstellung zur Wahl des Stadtkünstlers der Stadt Bocholt
- 1980 Pinakoteka Internationale d'Arte Antica e Moderna, Parma, Italien
- 1981 Pinakoteka Internationale d'Arte Antica e Moderna, Parma, Italien
- 1982 Pinakoteka Internationale d'Arte Antica e Moderna, Parma, Italien
- 1993 Ausstellung Parkgalerie, Zweibrücken
- 2000 Weihnachtsausstellung, Schloss Hachenburg
- 2001 Weihnachtsausstellung, Schloss Hachenburg
- 2002 Weihnachtsausstellung, Schloss Hachenburg
- 2003 Kultursommer, Lahninsel, Wetzlar
- 2003 Weihnachtsausstellung, Schloss Hachenburg
- 2004 Weihnachtsausstellung, Schloss Hachenburg
- 2005 Weihnachtsausstellung, Schloss Hachenburg
- 2006 Rathaus, Limburg a.d. Lahn
- 2006 Landtag, Mainz
- 2006 Weihnachtsausstellung, Schloss Hachenburg
- 2007 Keramikmuseum, Höhr-Grenzhausen
- 2007 Weihnachtsausstellung, Schloss Hachenburg
- 2017 Komödienbau, Weilburg

## Auszeichnungen
Paul Grimm wurde bereits mit zahlreichen nationalen und internationalen Kunstpreisen ausgezeichnet. Zu den bedeutendsten gehören:
- 1951 Kunstpreis der Staatlichen Kunstakademie Düsseldorf
- 1954 Jahrespreis der Stadt Düsseldorf
- 1956 Kunstpreis der Staatlichen Kunstakademie Düsseldorf
- 1958 Gewinner des Wettbewerbs "Wandbild" in der Neuen Uni-Münster
- 1972 Silbermedaille der Paternoster Corner Academy in London, England
- 1972 Goldmedaille Academia Internationale di Lettre-Arti e Science, Rom (Italien)
- 1974 Gewinner des „Grand Prix d'Arts Plastiques“, Lyon (Frankreich)
- 1979 Goldmedaille der Academia Italia delle Arti e del Lavoro, Salsomaggiore (Italien)
- 1980 Gewinner des Wettbewerbs „Preis von Italien“
- 1980 Goldmedaille des Internationalen Parlamentes, USA
- 1982 Premio Centauro d'Oro der Academia Italia
- 1984 Weltpreis der Kultur Centro Studi e Ricerche delle Nazioni, Calvatone (Italien)
- 1985 „Oskar der Künste 1985“ Academia Italia
- 1986 „Goldene Palme Europas“ Europäische Kunstakademie
- 1986 Europäisches Banner der Künste der Academia d'Europea, Calvatone, Italien
- 1986 „Doktor der Kunst h.c.“ durch die Universidad Interamericana, Buenos Aires (Argentinien)
- 1990 Ehrenprofessor der Srinakharinwirot-Universität in Bangkok (Thailand)
- 1993 Gewinner der Osaka Triennale, Osaka, Japan
- 2016 Johannes Meyer Plakette der Stadt Weilburg

## Ehrungen
- 1972 Mitglied der Internationalen Biographical Center Who's Who in Cambridge, England
- 1972 Ehrenmitglied der Paternoster Corner Academy in London
- 1972 Ehrenmitglied der Accademia di Lettre – Arti e Science, Roma
- 1986 Dr. der Kunst h.c der Universidad Interamericana Buenos Aires
- 1990 Professor h. c. der Königlich-Thailändischen Srinakharinvirot Universität

## Nachweise
1. ↑  Verborgenes Wandrelief taucht hinter Schließfächern wieder auf. In: Westfälische Nachrichten. 5. September 2011.
2. ↑  Paul Grimm (gest. 2018) Website des Konrad-Adenauer-Gymnasium, Westerburg. Abgerufen am 9. Juli 2018.